# Paganica
Paganica è una frazione dell'Aquila, situata a 669 metri sul livello del mare, ai piedi del Gran Sasso d'Italia, a circa 7 chilometri ad est dal centro storico, lungo la strada statale 17 bis che da Bazzano sale a Campo Imperatore. La popolazione di circa 10000 abitanti la rende la frazione più grande della città.
Il 6 aprile 2009 il centro è stato colpito dal Terremoto dell'Aquila, che ha causato danni pesantissimi all'abitato. Nel 2011 sono iniziati i lavori di ricostruzione, permettendo il ritorno della popolazione sfollata e il recupero del patrimonio storico danneggiato.

## Storia

### Età preromana: primi popoli della conca Aquilana (VII secolo a.C.)

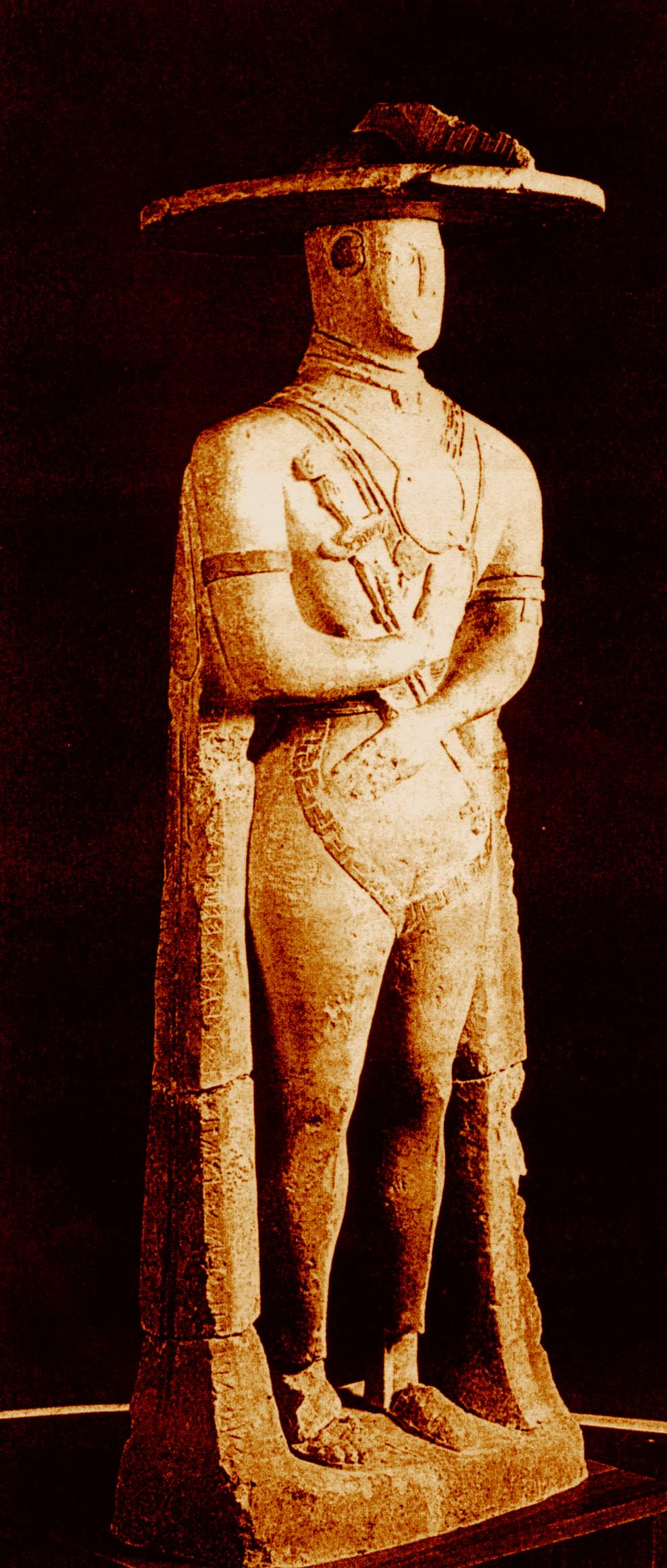
Guerriero di Capestrano

Paganica sorse negli anni della Roma repubblicana al confine dei popoli italici Sabini e Vestini, presenti nella conca fra le catene del Gran Sasso e del Sirente-Velino. I due nuclei originari dell'Aquila erano quelli di Amiternum (San Vittorino) e Forcona di Civita di Bagno, abitati già dal VII secolo a.C.
Nel suo territorio nei secoli successivi i Romani costruirono la Via Claudia Nova, che dalla città sabina di Amiternum - patria di Caio Crispo Sallustio - congiungeva la città vestina di Peltuinum di Prata d'Ansidonia e quindi Aufinum (Ofena), per poi raccordarsi con la Via Tiburtina Valeria.
Nell'area furono rinvenute diverse testimonianze del periodo italico, come le necropoli di Paganica-Bazzano e Fossa.

### Età romana: nascita di Paganica (I secolo d.C.)
Sono diverse le teorie sulle origini dell'insediamento, una di queste si fonda sul rinvenimento nell'agro paganichese d'una iscrizione lapidea "JOVI PAGANICO SACRUM", mentre altre l'accostano al vocabolo latino pagus, dunque villaggio. Alcuni reperti lapidei con iscrizioni, presenti nella basilica di San Giustino e nella Villa Dragonetti, come nel Museo Nazionale d'Abruzzo all'Aquila, illustrano la vita nella Roma repubblicana ed imperiale. Due di questi, i cippi di Caius Curtilius e di Caius Festus, sono piantati in uno degli ingressi della villa ducale di Paganica. La basilica di San Giustino, di stile romanico (VIII-XII secolo), reca nelle sue architetture reperti verosimilmente recuperati da preesistenti costruzioni nell'area. Non lontano dalla basilica, sul colle di Cadicchio, si ritiene fosse situata la città di Cutina, espugnata e distrutta nel 430 a.C. dal console romano Junio Bruto Sceva, come lo storico Tito Livio riferisce in uno dei suoi libri. Nel medesimo territorio, nell'anno 281 d.C., San Giustino, il futuro patrono di Paganica, arriva da Siponto e vi predica: alla sua evangelizzazione, e a quella dei suoi familiari, poi martirizzati cinque anni dopo, si attribuisce l'insediamento del cristianesimo nella conca vestina.

### Età protocristiana (II secolo d.C.)

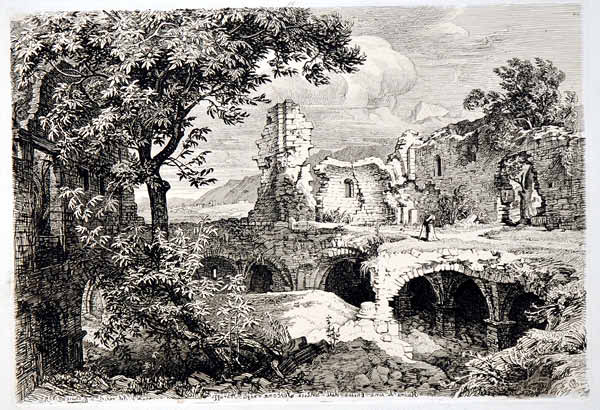
Immagine di Georg Heinrich Busse della vecchia Cattedrale di San Massimo a Forcona

Con l'indebolimento dell'Impero Romano, Paganica, assieme ad Amiternum e Forcona, viene colonizzata dai primi cristiani. Dagli antichi templi pagani vengono recuperati i materiali per la costruzione delle chiese. Un esempio sono i resti cospicui della vecchia cattedrale di San Massimo a Forcona, sede della diocesi, spostata nella nuova cattedrale in piazza Duomo all'Aquila nel 1257.
Presso Paganica si sviluppò il santuario della Madonna d'Appari, e successivamente la chiesa di Santa Giusta di Bazzano. Ad Amiternum nel VI secolo fu costruita la chiesa di San Michele Arcangelo con le relative catacombe cristiane, restaurata intorno all'anno 1000.

### Primo Medioevo: sviluppo di Paganica (XII secolo - XIV secolo)
Al periodo bizantino si fanno risalire le origini di numerose ville o fare (contrade) intorno a Paganica, come numerosi atti notarili provano fossero abitate sin da quei tempi. Negli anni della dominazione longobarda si definisce la struttura urbana con l'agglomerazione delle ville esistenti, a motivo di maggior difesa. Scarse le documentazioni risalenti agli ultimi secoli del I millennio. Nel Chronicon Farfense, nell'anno 981, Paganica compare in un diploma dell'imperatore Ottone I all'abate Giovanni III. Il rinvenimento di fonti storiche si fa meno sporadico a partire dal periodo della conquista normanna.
Nel XII secolo Paganica è il maggior centro della conca, ove convergono interessi e mercati che contribuiscono a renderla sempre più popolosa, tanto da consentirle di mettere a disposizione delle Crociate ben 18 cavalieri e 36 serventi. La sua posizione alle falde del Gran Sasso, in un'area ricca d'acque sorgive, rende forte la sua economia fondata su un agro seminativo irrigabile tutto l'anno e con colture differenziate, sulla presenza di vari mulini, concerie e gualcherie, cartiere e ramerie. Forte incidenza hanno le produzioni agricole, ortofrutticole e dello zafferano, ma soprattutto il vasto territorio di montagna per gli alpeggi estivi delle greggi e del bestiame.

#### Fondazione dell'Aquila (anno 1254)

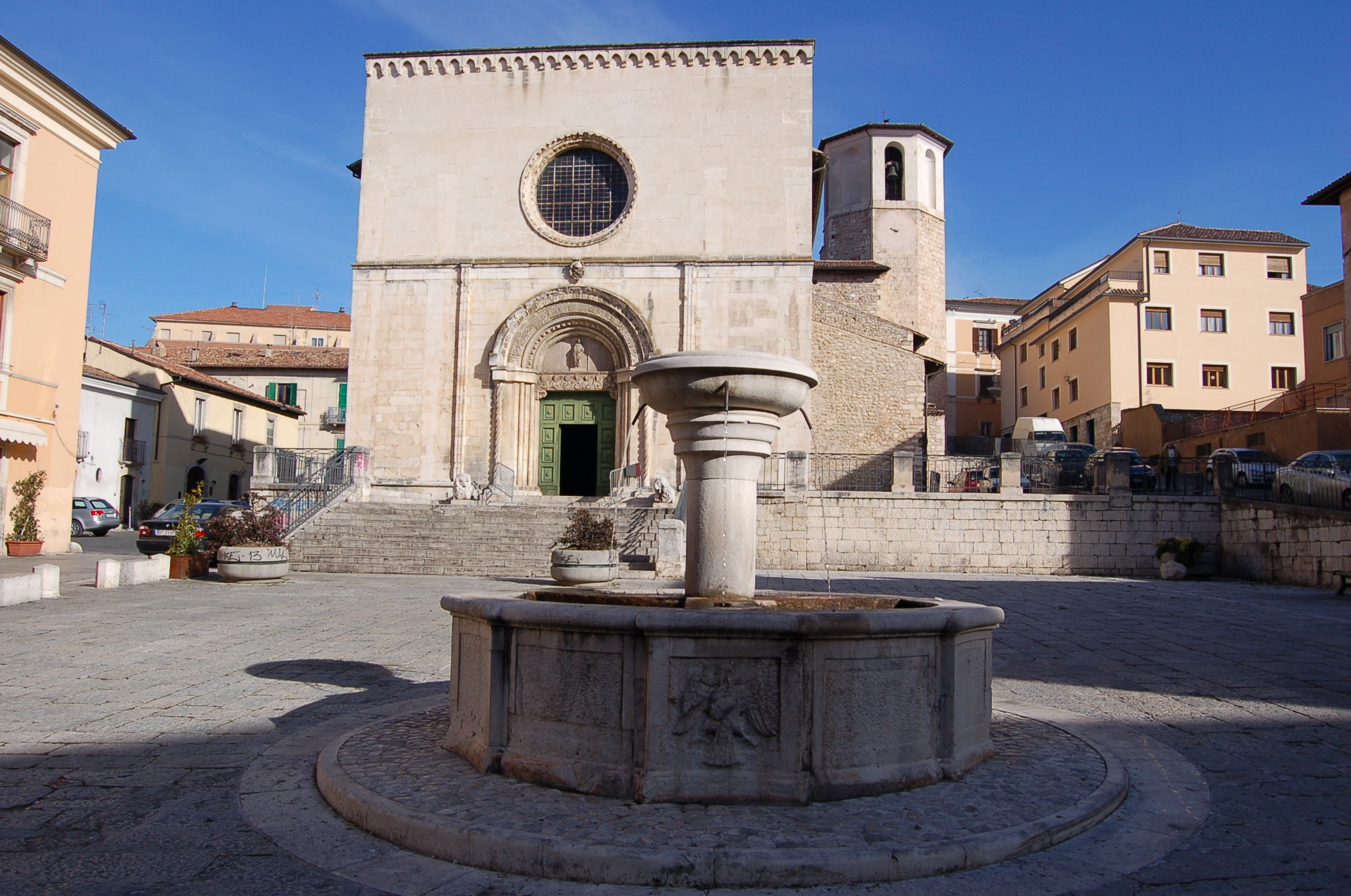
Chiesa di San Pietro a Coppito.

Nel 1254, Paganica partecipa alla fondazione dell'Aquila, la civitas nova, con i 99 castelli della tradizione (stimati in realtà in una settantina), ciascuno realizzando sul sito assegnato il proprio quartiere. Nel suo quartiere assegnato a Paganica la chiesa di Santa Maria Assunta (poi Santa Maria Paganica) assume per la sua imponenza il rango di tempio capoquarto.

#### La Guerra dell'Aquila: assedio di Braccio da Montone (1423)

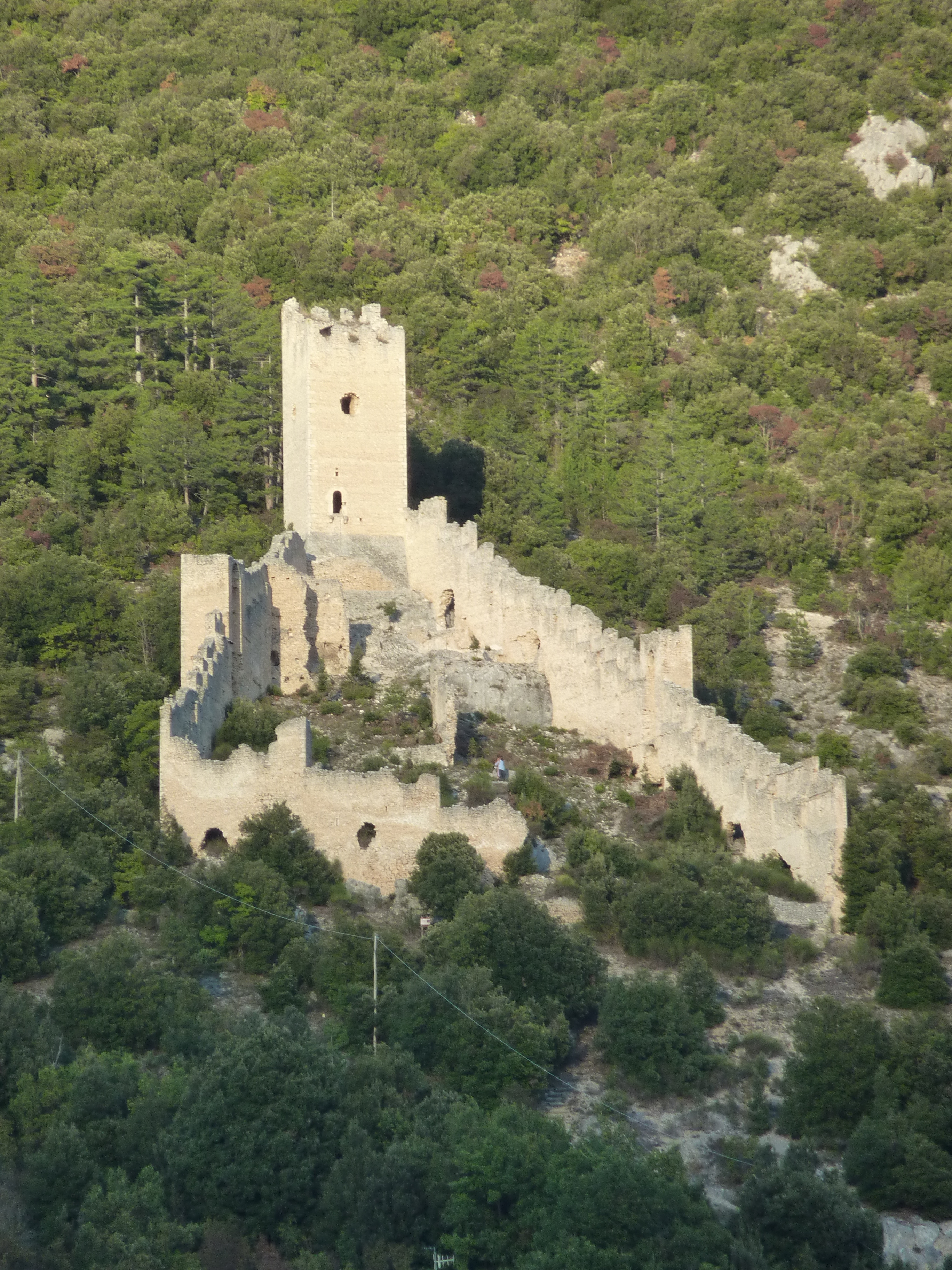
Il castello di San Pio delle Camere, che riporta ancora i danneggiamenti di Braccio da Montone.

In quest'anno il condottiero umbro Braccio da Montone, a capo di un folto esercito mercenario parteggiante per Alfonso V d'Aragona, pretendente al trono del Regno di Napoli, marcia contro L'Aquila, schierata al fianco dei sovrani Angioini e di Papa Martino V. Braccio da Montone volle punire l'oltraggio di infedeltà ed iniziò l'assedio distruggendo tutti i castelli fondatori della città, come San Pio delle Camere, Ocre e Fossa. Anche Paganica e Bazzano furono saccheggiate, e le chiese bruciate.
Braccio da Montone tenne per numerosi mesi la città sotto assedio, accampandosi sotto le mura medievali, presso la piana di Collemaggio, cercando di prendere la città per fame, tagliando i viveri. Ma la popolazione fu raggiunta dal condottiero Jacopo Caldora, che dette man forte alla città, sconfiggendo il Montone, che morì nell'assedio.

### Età moderna: dal Cinquecento al Seicento (XVI secolo - XVII secolo)

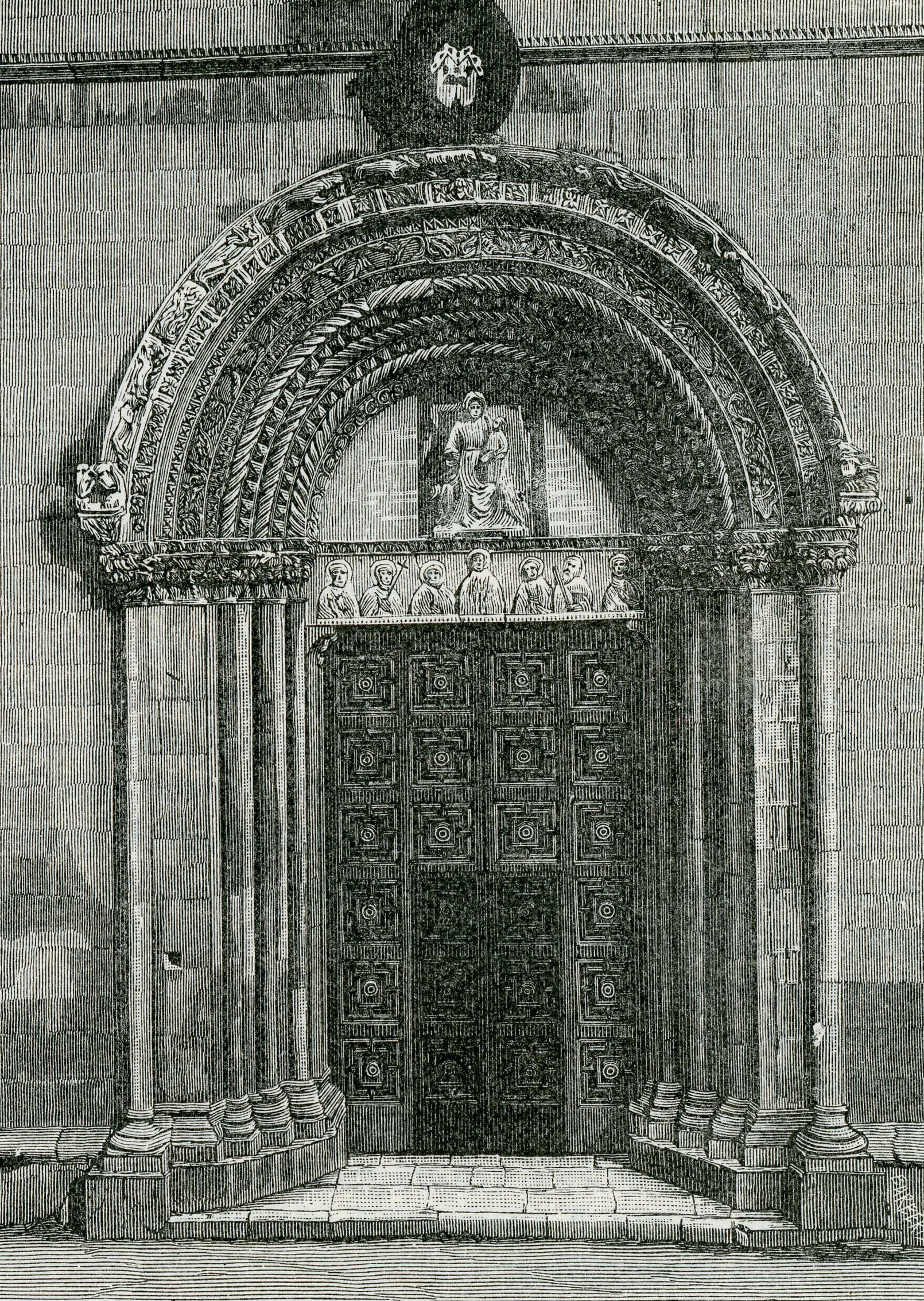
Xilografia del portale della chiesa di Santa Maria Assunta a Paganica.

Altre incrinature con gli Aragona avvengono nel 1528, quando i moti assumono dimensioni di vera sollevazione popolare, solo infine rivolta contro il dominatore spagnolo, subentrato agli Angioini nel 1442. Ma la causa scatenante gli storici l'attribuiscono al latente conflitto tra i cittadini intus moenia, che tendono ad accrescere i propri privilegi sul demanio, con i villici del contado, sempre più vessati da tassazioni esose. In questa sollevazione il primo moto di ribellione è a Paganica. È proprio Paganica, insieme a Pizzoli, a guidare la rivolta, ma questa venne presto repressa dagli Aragonesi.

#### Crisi del dominio aquilano e il terremoto del 1703
Il territorio aquilano sarà investito all'epidemia di peste del 1656, che colpirà Paganica, mentre saranno numerose le distruzioni causate dal terremoto dell'Aquila del 1703, compreso il parziale crollo della chiesa di Santa Maria del Presepe, sorta nel 1605 sul sito del castello già raso al suolo dal Camponeschi, per iniziativa del vescovo locale Giuseppe de Rubeis.

### Dall'Unità d'Italia alla fine del ventennio
Con l'abolizione del feudalesimo nobiliare e la decadenza dei suoi diritti, anche Paganica venne riorganizzata in un comune retto da un sindaco e da un consiglio comunale. Nel 1816 Paganica venne elevata a capoluogo del circondario, con l'aggregazione delle contrade di Onna, Bazzano e Tempera. Nel corso del Risorgimento, anche a Paganica venne fondata una società patriottica segreta, attiva nel contrastare i sostenitori borbonici. L'amnistia del 21 ottobre 1860 mise fine alla prigionia dei patrioti detenuti. Il 2 gennaio 1927 il Re Vittorio Emanuele III emanò il Decreto n. 1 sul riordino delle circoscrizioni provinciali, operando una serie di riforme che, in Abruzzo, porteranno alla nascita delle province di Pescara e di Rieti, sottraendo alla provincia dell'Aquila i comuni di Bussi sul Tirino e Popoli e l'intero circondario di Cittaducale. Contestualmente fu adoperato il provvedimento noto come Grande Aquila, che riunirà al capoluogo aquilano otto comuni circostanti (Arischia, Bagno, Camarda, Lucoli, Paganica, Preturo, Roio, Sassa e San Vittorino, quest'ultima frazione di Pizzoli), tra i quali Paganica. La popolazione totale dei comuni annessi raggiungeva circa ventottomila abitanti, mentre il comune dell'Aquila ne contava circa ventiquattromila; in particolare Paganica contava 6 266 abitanti. L'annessione avvenne il 29 luglio 1927 (R.D. n.1564) e il 5 settembre il podestà Adelchi Serena annunciò l'avvenuta fusione con una serie di affissioni. L'impegno finanziario per la fusione dei comuni comportò una gravosa esposizione debitoria. Intenso e sistematico fu il prelievo tributario dai centri aggregati, quattro o cinque volte quello precedente. Dopo la sollevazione del 1930, da parte dei comuni soppressi, la più veemente protesta si registrò nel 1934 a Paganica, dove diversi abitanti, dopo scontri con la forza pubblica, furono arrestati. Nello stesso anno si costituì il movimento autonomistico per la ricostituzione del comune soppresso, ai sensi del Testo unico della legge comunale e provinciale (R.D. 3 marzo 1934), prontamente represso dal nuovo podestà Gianlorenzo Centi Colella, uomo di fiducia di Adelchi Serena. Contestualmente procedeva la centralizzazione nel capoluogo aquilano delle amministrazioni pubbliche, e a Paganica fu soppressa la Pretura.

### La seconda guerra mondiale
Nel 1943 Paganica fu occupata dai nazisti e il 12 settembre, quattro giorni dopo l'armistizio, la vallata del torrente Raiale venne percorsa dalla colonna tedesca che partecipò all'operazione "Quercia" con lo scopo la liberazione di Mussolini dalla sua prigionia sul Gran Sasso d'Italia. Fra l'altro, temendo una reazione ostile da parte di uomini della Resistenza, soldati tedeschi mitragliarono la bombarda (un vecchio reperto bellico della Grande Guerra) che si trovava davanti al monumento ai caduti, ferendo una donna.
I tedeschi si stabilirono poi in paese occupando con una loro guarnigione il rione sant'Antonio, alcune case private e le chiese della Concezione e del Castello, il convento dei Frati Minori, il palazzo Ducale e il palazzo Dragonetti. Il paese non fu direttamente toccato dagli eventi bellici e non si registrarono particolari distruzioni.

### Dalla nascita della Repubblica a oggi
Dal 1945 riprese forza il tema della reistituzione del comune di Paganica, ma nonostante diversi tentativi politici non vi furono riscontri.
Il 10 giugno 1990 si tennero dei referendum consultivi per l'istituzione dei comuni di Paganica e Arischia, e in seguito all'esito positivo il 5 marzo 1992 il consiglio regionale approvò la legge regionale di ricostituzione dei comuni, tuttavia il 5 luglio il Governo impugnò la legge e la vertenza passò alla Corte Costituzionale, che il 18 dicembre 1992 esprimeva il proprio parere negativo.
Con le sue antiche cinque frazioni (Bazzano, Onna, Pescomaggiore, San Gregorio e Tempera) Paganica è la X tra le dodici Circoscrizioni in cui è strutturato il comune dell'Aquila.

### I terremoti

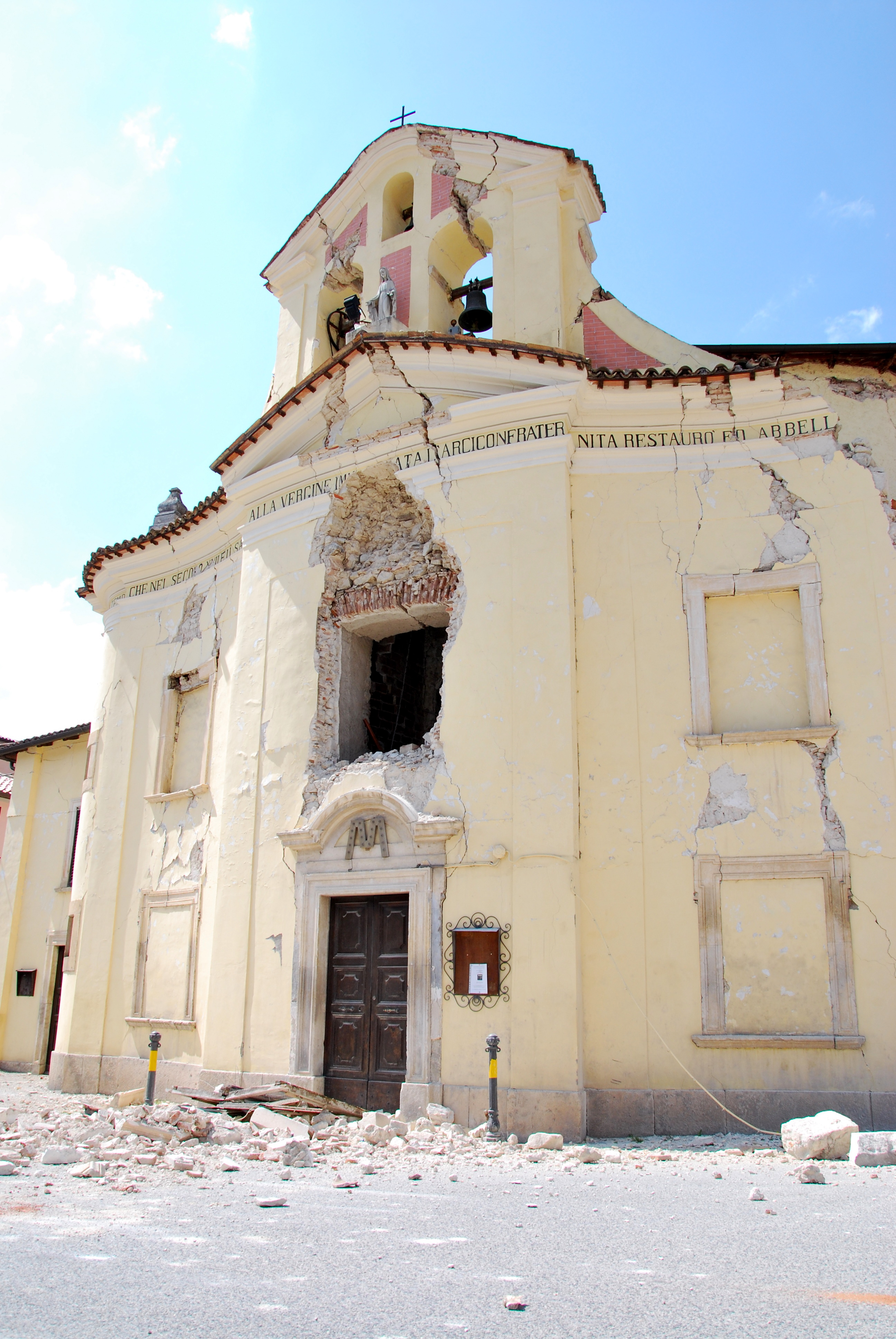
Chiesa della Concezione gravemente danneggiata dal terremoto del 2009

- Nel terremoto del 9 e 10 settembre 1349 crollò la chiesa di Santa Maria di Paganica.
- Il paese fu quasi distrutto dal terremoto del 1703 (dal 14 gennaio al 2 febbraio).
- Il terremoto dell'Aquila del 2009 ha devastato il centro storico con lesioni e crolli parziali su tutti gli edifici, provocando due vittime. La chiesa della Concezione, qui a fianco, ha subito gravissimi danni in seguito alla scossa e attualmente è completamente inagibile.[4]. Al dicembre 2010 non è stato intrapreso alcun intervento di ricostruzione e recupero del centro[5].

## Monumenti e luoghi d'interesse

### Architetture religiose
Santuario della Madonna d'Appari

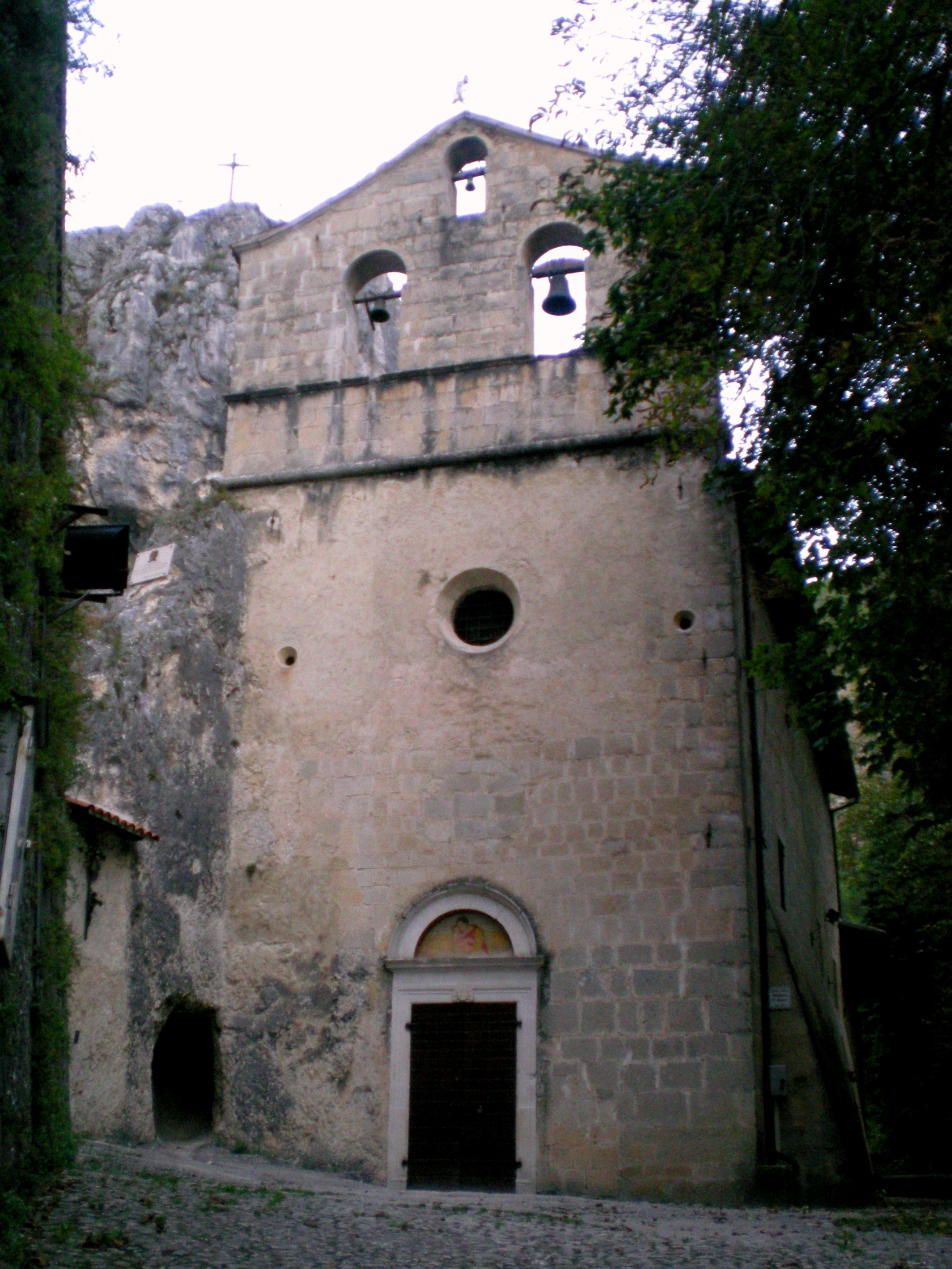
Madonna d'Appari

Il trecentesco santuario della Madonna d'Appari, lungo la strada per Camarda e Assergi, incastonato nella roccia e quasi per intero affrescato tra i secoli XV e XVII, con un'interessante edicola in pietra con pilastri ribattuti ed archivolto modanato a ghirlande e fondo affrescato con una comunione degli apostoli attribuita a Pierfrancesco figlio di Francesco da Montereale. All'interno, a sinistra, grande tela del 1596 di Pompeo Mausonio con la Madonna del Rosario, incorniciata da 15 pannelli dei misteri.
Originariamente il santuario era costituito dalla sola struttura addossata al massiccio roccioso, probabilmente sul luogo di una preesistente edicola dedicata alla Madonna; tra il XIV ed il XV secolo venne edificata la facciata e successivamente la struttura venne ampliata con la realizzazione delle aperture verso il torrente Raiale (1519), l'ingrandimento del corpo centrale (1559) e l'installazione, all'interno dell'edificio, del quadro realizzato da Pompeo Mausonio ed intitolato Madonna del Santissimo Rosario con i quindici misteri (1596).
Nel 1944 la chiesa è stata risparmiata da due bombe inesplose durante un attacco dell'aviazione alleata. Nel 1999 è stata sottoposta ad un restauro ad opera della soprintendenza che ha interessato soprattutto gli affreschi dell'interno. Successivamente, anche grazie al lavoro di volontari ed appassionati, è stata recuperata l'area antistante con la creazione di un percorso naturalistico adiacente all'edificio.
Ex Basilica di San Giustino al Cimitero

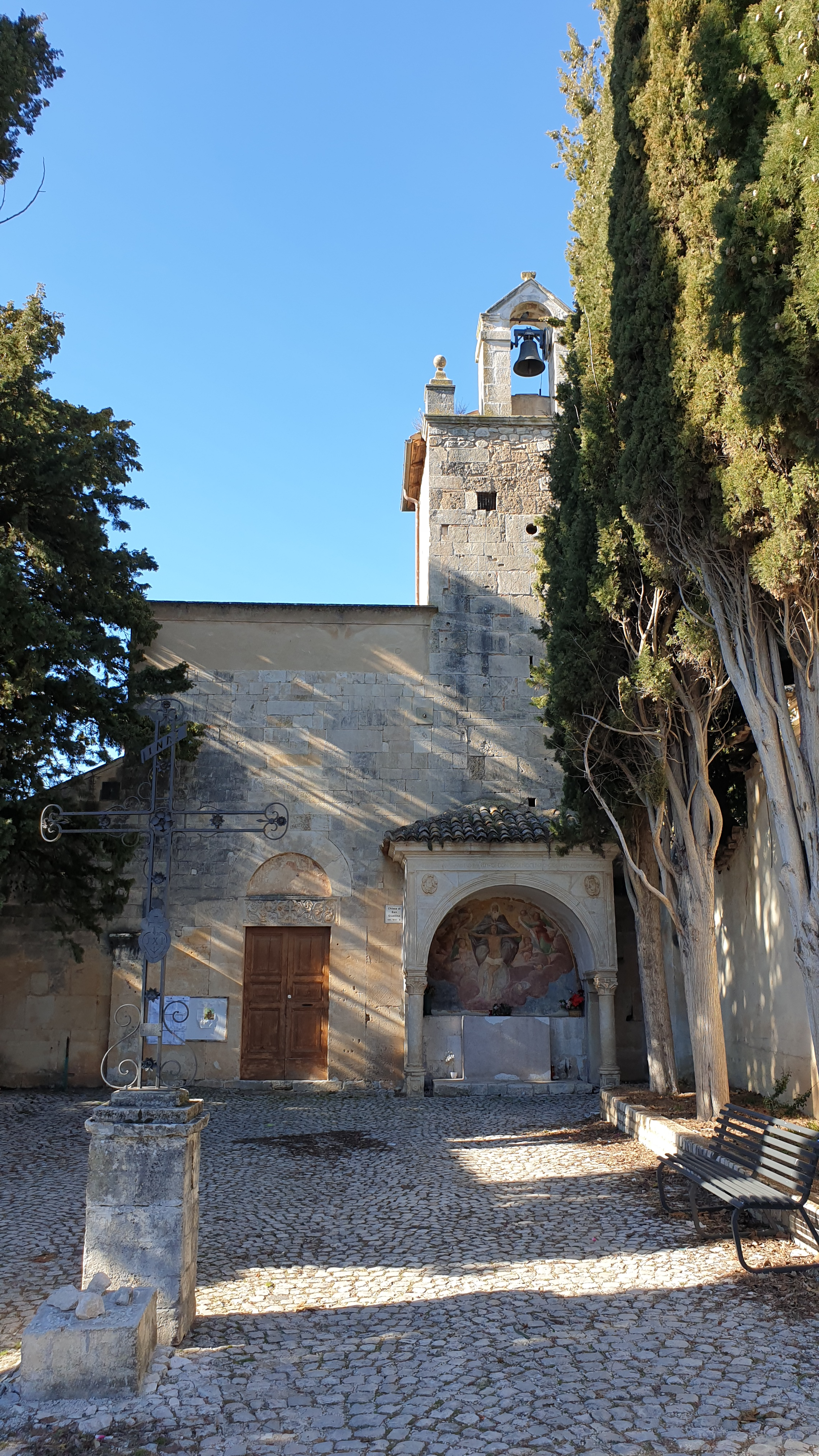
San Giustino

La basilica di San Giustino (VIII secolo-XII), monumento significativo del romanico abruzzese, tra i primi edifici sorti di Paganica; si trova nel cimitero di Paganica; i suoi castellani nel 1254 circa edificarono l'omonima parrocchia nel quarto di Santa Maria all'Aquila, demolita poi nel 1930 per realizzare Piazza Chiarino. La basilica, sorta sul luogo di sepoltura del presbitero Giustino nei secoli IV-VI, fu rinnovata nel periodo longobardo-franco dai monaci di Farfa e poi di Casauria, quindi ricostruita compiutamente nel periodo romanico. Ha un organismo a tre navate, con copertura lignea, che termina con una monoabside, con arcate divisorie a tutto sesto su sostegni rettangolari e rotondi alternati. Sotto il presbiterio, una cripta monoabsidata.
Chiesa di Santa Maria Assunta
La chiesa parrocchiale di Santa Maria Assunta in piazza Umberto I, ha una documentata origine longobardo-franca, anteriore all'incastellamento; si trovava fuori le mura; i suoi castellani di Paganica, intorno al 1308 edificarono l'omonima parrocchia nel quarto Santa Maria all'Aquia, l'attuale chiesa capoquartiere della Beata Vergine Assunta, o "di Santa Maria Paganica". La facciata quadrangolare, datata 1655, in levigata cortina di conci, ha un solenne portale ed una balconata in ferro battuto sulla cornice marcapiano, usata per la suggestiva esposizione delle reliquie nella festa del patrono San Giustino. Sulla destra del portale, un lacerto scultoreo di pavoni del sec. XII reinserito nella tessitura lapidea. Due interventi fecero sparire la parrocchiale del 1195: il corpo architettonico generale con le cappelle e stuccature (1648-86) e le modifiche di tipo neo-borrominiano con la ricostruzione della volta (1786-89).
Chiesa di Santa Maria del Presepe
La chiesa di Santa Maria del Presepe, o San Giovanni del Castello, innalzata nel 1605 sulla sommità d'un colle, dal vescovo dell'Aquila Giuseppe de Rubeis, originario di Paganica, nel XVIII secolo, sopra l'antica cappella del castello andato in rovina, è una grandiosa fabbrica a corpo longitudinale innestato a corpo traverso sporgente e più alto. Tessiture murarie in pietrame, con ricche mostre nei due ornatissimi portali laterali. La facciata ha un significativo portale e rosone. All'interno, un cospicuo altare maggiore barocco seicentesco, in legno intagliato e decorato, composto in più piani di colonne tortili, trabeazioni e fastigi, che occulta il retrostante incavo absidale ottagono.
Chiesa della Concezione

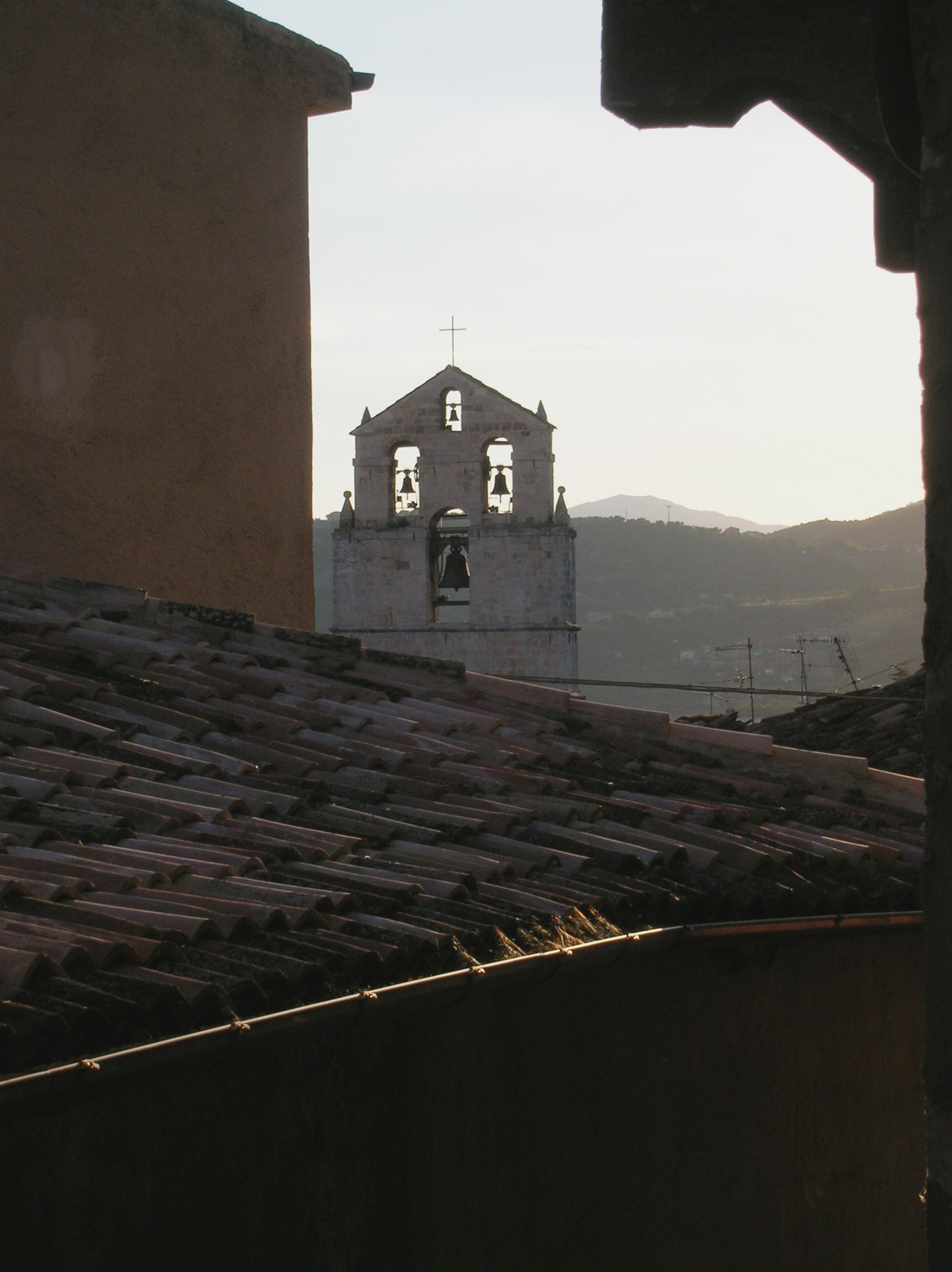
Campanile della chiesa della Concezione

La chiesa della Concezione, sorta sul sito della più antica San Giovanni Battista, cappella dell'ospedale ivi esistente; si trova all'ingresso meridionale di Paganica, in via Fioretta. Passata nel 1771 in proprietà della confraternita della Concezione - da qui il nome - l'attuale chiesa si costruì nei cinque anni seguenti. Ha un impianto ellittico, con inconfondibili caratteristiche neo-borrominiane nell'invenzione architettonica. La facciata somiglia a San Carlo alle Quattro Fontane di Roma, per l'andamento ondulatorio concavo-convesso; ha un portale sovrastato da un architrave che somiglia al classico portale romanico aquilano, sovrastato da un finestrone centrale, e in cima da un campanile a vela, con architrave a timpano triangolare, davanti agli archi, dove è collocata una statua della Madonna. L'interno è decorato da stucchi e pennacchi presso la cupola circolare. La chiesa è stata gravemente danneggiata dal terremoto del 2009, tanto da divenire presto uno dei simboli della devastazione all'Aquila; tuttavia è stata restaurata e riaperta nel 2018.
Chiesa di Sant'Antonio abate
Attualmente danneggiata dal sisma del 2009, si trova in via Pescomaggiore; per lo stile attuale risale al XVIII secolo, con un portale laterali rinascimentale. Il convento ospitava una sede distaccata del Museo archeologico aquilano "Santa Maria dei Raccomandati".
Chiesa di San Bartolomeo e convento delle clarisse
In via San Bartolomeo, nella zona orientale di Paganica; sorse nel XIII secolo come secondo monastero delle Clarisse dell'Aquila, nel XV secolo fu gestito dal monastero della Santissima Eucaristia all'Aquila, o chiesa della Beata Antonia. Dopo il terremoto del 1703, la chiesa delle Clarisse di Paganica ospitava il corpo della Beata Antonia, spostato negli anni '60 nel monastero aqiulano, e ritraslato in fase provvisoria nuovamente a Paganica, causa i danni del sisma del 2009.
Chiesa dei Santi Angeli Custodi
Chiesa prefabbricata in legno e vetro, in via San Giustino, edificata subito dopo il terremoto del 2009, per ospitare le parrocchie inagibili di Paganica. Ancora oggi si conserva, e si continua ad officiare la messa.
Chiesa di San Pietro Celestino
Si trova lungo la strada per Pescomaggiore, risalente al XIII secolo: somiglia ad un eremo, e leggenda vuole che sorse sul luogo dove transitò Pietro da Morrone per arrivare all'Aquila nel 1294, per essere incoronato pontefice come Celestino V.

### Architetture civili
Palazzo Ducale
Di contemporanea edificazione della chiesa della Concezione è il prospiciente palazzo Ducale in piazza Umberto I, edificato per volere del duca Ignazio Di Costanzo, il quale con la preziosa residenza intendeva asseverare l'acquisito titolo nobiliare. L'imponente costruzione quadrangolare, progettata dall'architetto Mattia Capponi, si completava con un giardino all'italiana, fatto di aiuole ordinate e gallerie di bosso, andato distrutto dopo la seconda guerra.
Casa gotica del XIV secolo
Non lontano dal palazzo Ducale, in via degli Angeli, c'è la casa gotica, sec. XIV, con portale ogivale, sormontato da un cordolo lapideo tortile e due finestre.
Villa Dragonetti de Torres
Palazzo con giardino all'italiana, costruito a cavallo tra il Settecento e l'Ottocento dalla famiglia Dragonetti de Torres. All'interno stucchi ornamentali e pitture murali con scene di caccia. Restaurato come struttura ricettiva di qualità, è classificato come dimora storica.
Palazzo Nannicelli
Situato in via Garibaldi e di edificazione cinquecentesca, si trova vicino alla Fontana di S. Antonio, nei pressi della chiesa omonima.

### Altro
Fontana medievale di Borgo Fontevecchia
Nel centro dell'omonimo rione, c'è la fontana di Fontevecchia, quattrocentesca opera idraulica in pietra che incastona l'antico stemma della Paganica medioevale, oltre quello dei Baroni de Arzes. Nel paramento lapideo vi è inserita anche una pietra scolpita con una croce ad otto punte, risalente al XII secolo, che sembrerebbe accreditare una presenza dei Crociati a Paganica; d'altronde netto è il riferimento simbolico all'ordine dei Cavalieri di Malta. Il rinvenimento sembra accreditare una connessione con tal Moro, ovvero Mauro di Rainone, personaggio che nel 1109 donò alla chiesa di Santa Maria Assunta una consistente proprietà. Di qui viene quasi naturale cercare di dare una spiegazione al moro con la rosa in bocca, simbolo dell'antico castello di Paganica (e del Quarto di Santa Maria Paganica), e successivamente del municipio autonomo. Di iconografie e simbologie riferibili a Crociati o all'Ordine dei Templari è ricca l'architettura religiosa dei secoli XII e XIII nell'aquilano, oggetto di interessanti ricerche e speculazioni scientifiche (per esempio sulla basilica di Collemaggio), specie riferite al forte legame che Pietro del Morrone, poi papa Celestino V, ebbe con i Templari.
Falesia
Tra Paganica e Camarda, lungo la strada statale 17 bis, è posta una piccola falesia per la pratica dell'arrampicata sportiva, presso l'eremo di Appari.
Museo agricolo
A Paganica si trova un museo di 35 carri agricoli d'epoca in esposizione permanente, visitabile su prenotazione.

## Cultura

### Eventi

#### Corsa del cappello

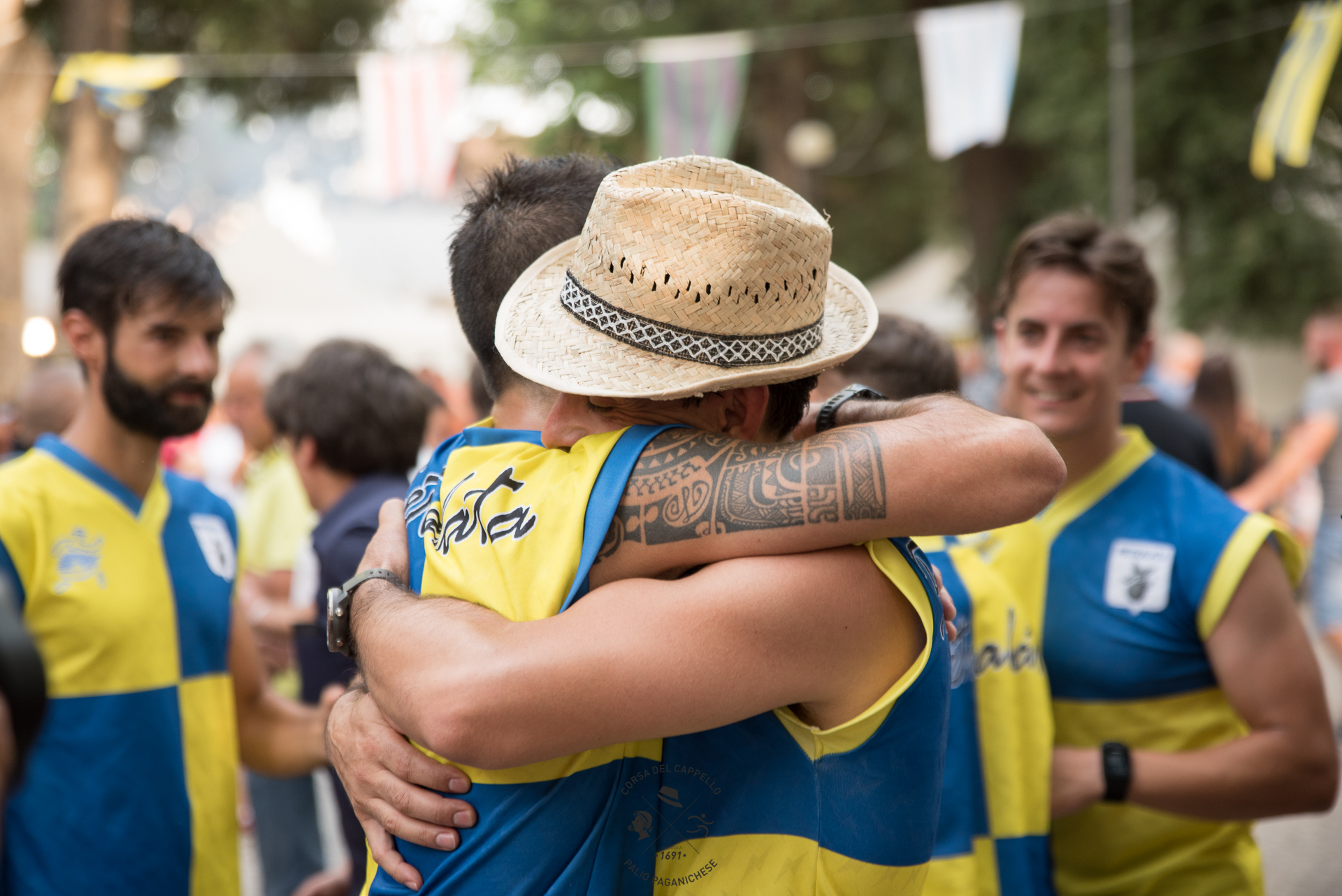
Corsa del Cappello

La corsa del cappello è una gara di corsa a staffetta in cui il testimone da scambiarsi è un cappello. Una simile competizione si svolgeva nei secoli passati durante la Festa di Sant'Antonio Abate (17 gennaio). Molti anni fa la manifestazione rinasce e le squadre contendenti provengono dai quattro rioni storici del paese. Più recentemente, viene estesa alle frazioni dell’ex comune di Paganica. Da molti anni la gara si svolge verso la metà di luglio, all'interno di numerose manifestazioni.

## Infrastrutture e trasporti

### Strade
Il centro abitato è attraversato dalla strada statale 17 bis della Funivia del Gran Sasso e di Campo Imperatore, che lo collega da un lato all'Aquila e dall'altro alle pendici del Gran Sasso. Inoltre, in corrispondenza di Paganica, dalla statale si distacca la "diramazione A" che collega la frazione alla strada statale 17 dell'Appennino Abruzzese.

### Ferrovie
Il territorio della frazione, nella sua parte più a valle, è attraversato dalla ferrovia Sulmona-L'Aquila, linea secondaria a binario unico e trazione diesel, che la serve con la stazione di Paganica, posta lungo la SS 17 a circa 3,5 km dal centro storico.

## Sport

### Pallavolo: Moro Paganica Volley
A Paganica, nel 2013 rinasce anche la Pallavolo. Con la squadra dal nome di Il Moro Paganica Volley, le ragazze del volley femminile vincono tutte le partite del campionato di I Divisione, salendo di categoria nel 2014. Attualmente milita nel campionato di Serie C ed è tornata dopo una lunga serie di anni dove l'avevamo vista sciogliersi.

### Calcio: Paganica Next Gen
Paganica è sede di una squadra di calcio (Paganica Next Gen) che attualmente milita nel campionato di Promozione. Nata nel 1968, ha un passato in CND (attuale Serie D) ed è tornata nella stagione 2012-13 dopo il recente scioglimento.

### Rugby: Polisportiva Paganica Rugby
Paganica vanta un'importante tradizione rugbistica. La Polisportiva Paganica Rugby è stata fondata nel 1969. Dopo la prima storica promozione nel campionato di serie B avvenuta nel 1978, il Paganica Rugby si è affermata nell'élite nazionale disputando per 4 anni consecutivi (dal 1988 al 1992) il campionato di serie A2. Successivamente il Paganica Rugby ha disputato il campionato di serie B dal 2014 al 2023. Quest'anno la squadra dei rossoneri è salita di nuovo in serie A.

### Equitazione: Centro Ippico Saint Just di Paganica
Piergiorgio Bucci, cavaliere vice-campione europeo e due volte campione italiano nella disciplina del salto ostacoli, è aquilano di Paganica ed ha iniziato la sua carriera agonistica nel Centro Ippico Saint Just di Paganica e nel Circolo Ippico Aterno dell'Aquila.

## Galleria d'immagini

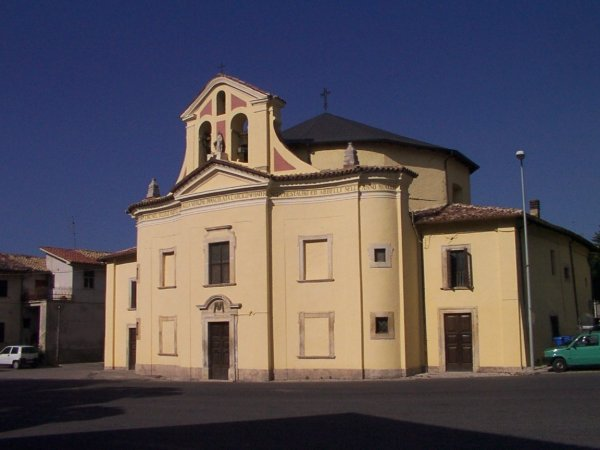
Chiesa della Concezione
Chiesa del Castello o di San Giovanni
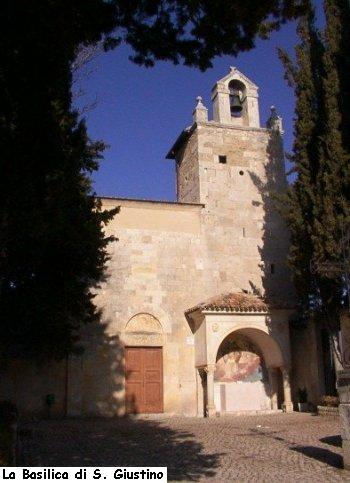
Basilica di San Giustino
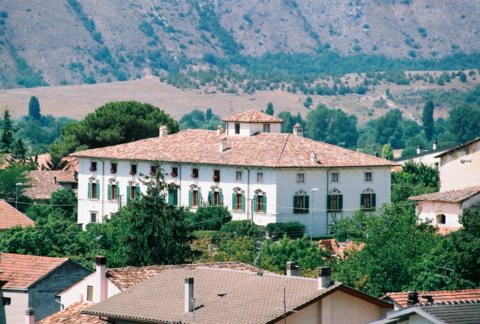
Palazzo Dragonetti
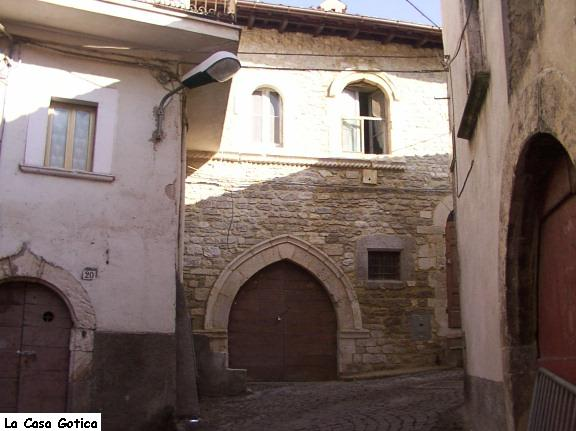
Casa gotica
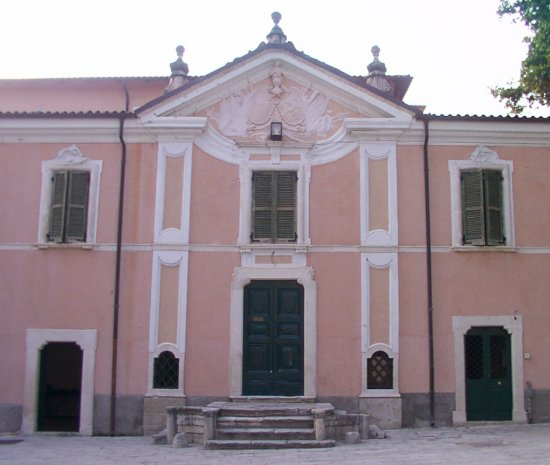
Palazzo ducale